# Ligne 109 (Infrabel)
La ligne 109 fut une ligne de chemin de fer belge reliant Mons (Cuesmes) à Chimay.

## Histoire

### Mise en service (1868-1882)
Si la ligne a constitué une infrastructure cohérente durant la première moitié du XXe siècle fut en fait établie par tronçons au siècle précédent, au gré des besoins de l'industrie et parfois en tant que prolongements de section qui portèrent ensuite un autre numéro de ligne.
La Compagnie des chemins de fer des bassins houillers du Hainaut obtient une concession pour une ligne de Frameries à Chimay qui devait lui permettre d'évacuer la production houillère vers la France sans devoir s'acquitter des redevances demandées par les chemins de fer de l’État. Le trajet prévu à l'origine prévoit de se connecter à la ligne de Binche à Erquelinnes — les deux concessions étant à exploiter par la Compagnie du chemin de fer du Centre — et de poursuivre d'Erquelinnes à Beaumont en frôlant la frontière française. Le trajet sera par la suite amendé pour prendre la direction de Thuin et rejoindre Beaumont via l'itinéraire initialement prévu pour faire partie d'une concession pour un chemin de fer de Piéton à Thuin, Thuillies et Berzée et une ligne de Charleroi à Thuillies et Beaumont.
Le 10 janvier 1868, le premier tronçon inauguré relie Cuesmes à Bonne-Espérance dans la commune de Vellereille-les-Brayeux.
En 1871, l’État rachète la Compagnie. L'intérêt de dédoubler ses propres installations n'étant plus à l'ordre du jour, la progression de la construction est donc ralentie.
Le 25 janvier 1875, Beaumont est atteint, mais la ligne n'est pas posée au nord de Thuillies et les trains y font demi tour pour transiter vers Charleroi par les lignes 111 et 132.
Deux ans plus tard, le 1er février 1877, l'État Belge inaugure une liaison de 20 km entre Piéton, Bienne-lez-Happart et Faurœulx, à quelques kilomètres d'Estinnes et Bonne-Espérance. La première partie de cette relation sera considérée comme ligne 110 dès lors que la ligne 109 sera complétée.
En 1880, Bienne-lez-Happart est relié à la ligne 130A à hauteur de Lobbes, alors que deux ans plus tard, les hiatus entre Estinnes et Faurœulx d'une part, ainsi qu'entre Lobbes et Thuillies de l'autre sont comblés. les quelques kilomètres entre Estinnes et Bonne-Espérance ne font ainsi plus partie de la ligne 109 mais bien de la ligne 108.
La ligne est prolongée jusqu'à Chimay dans la foulée et inaugurée le 10 août 1882.
En 1919, les deux grands ponts situés entre Hyon-Ciply et Harmignies sont reconstruits, peut-être à cause de destructions durant la Première Guerre mondiale.

### Du train à l'autobus (1945-1964)
Après la Seconde Guerre mondiale, et une fois la remise en état de son réseau, la SNCB lance un programme de remplacement des « trottinettes » tractées par des locomotives à vapeur par des autorails Diesel au coût d'exploitation réduit. Cette mesure sera d'application dès 1952 sur la ligne. Toujours après la Seconde Guerre mondiale, elle créé en parallèle une ligne d'autobus de complément (tableau 248 en 1946, puis 450 au cours des années 1950) entre la gare de Mons et Erquelinnes Carrefour de Thuin en suivant la chaussée de Mons à Beaumont,. Entre 1951 et 1958, elle met en service une seconde ligne de d'autobus de complément sous l'indice 109a entre la gare Charleroi Sud et la gare de Chimay en suivant la chaussée de Marchienne-au-Pont à Chimay, le trafic local est cependant interdit entre Charleroi Sud et Donstiennes pour ne pas concurrencer la ligne de tramway 75 Charleroi Sud - Thuillies Gare du tramway vicinal de Charleroi de la Société nationale des chemins de fer vicinaux (SNCV). C'est également au cours des années 1950 que l'exploitation de la ligne 248 Mons - Erquelinnes est transférée à la Société nationale des chemins de fer vicinaux (SNCV) qui lui attribue vers la fin des années 1950 / début 1960 l'indice 134/.
La réduction des coûts d'exploitation par l'utilisation d'autorails ne permet cependant pas de sauver le trafic voyageurs face à l'avènement de l'automobile, la section Cuesmes et Lobbes est la première à être supprimée le 30 septembre 1962, elle est remplacée par une ligne d'autobus exploitée par la SNCV (tableau 835).
Un peu moins de deux ans plus tard, le 31 mai 1964, la section entre Lobbes et Chimay suit, le service d'autobus complémentaire 109a Charleroi - Chimay la remplace et devient dès lors un service de substitution, on lui ajoute à cette occasion une variante entre la gare de Lobbes et celle de Thuillies pour y remplacer les trains (les bus ayant en alternance comme terminus Charleroi ou Lobbes).
Ne reste alors que le trafic fret pour desservir les raccordés et les cours à marchandises depuis les gares de bifurcations avec d'autres lignes toujours en service, soit sur les tronçons Cuesmes - Vellereille-le-Sec, Lobbes - Strée et Sivry - Chimay jusqu'en 1971.
Par la suite, seule la section entre Cuesmes et la carrière de craie d'Harmignies survivra jusqu'en 2004, date à laquelle la SNCB revit ses tarifs, ce qui dissuada le raccordé de poursuivre l'expédition par le rail.
Après plusieurs années d'abandon, la section de Cuesmes à Harmignies est démontée à son tour.

## Vestiges

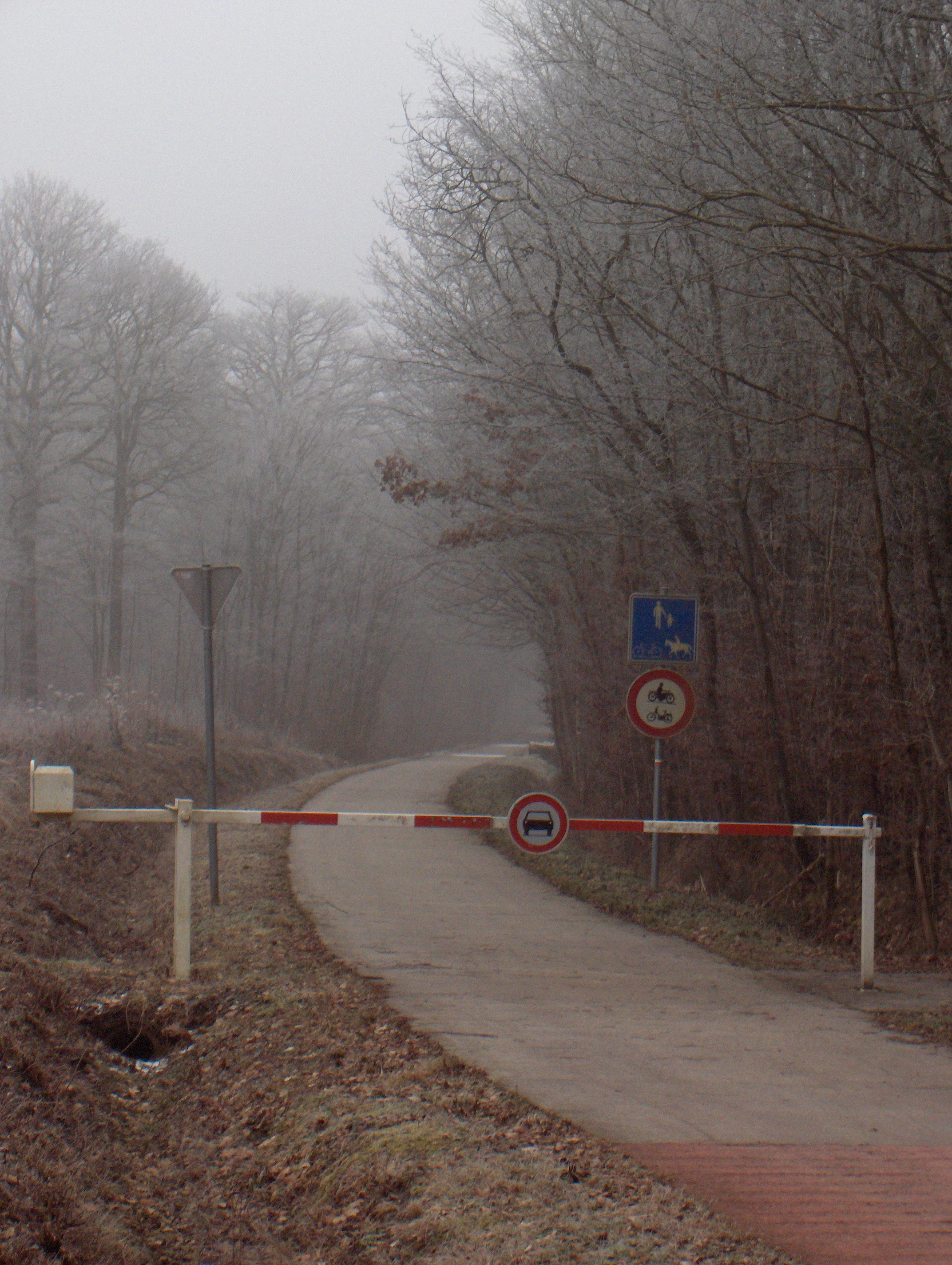
RAVeL entre Chimay et Froidchapelle

Les voies sur le tronçon Cuesmes - Harmignies sont encore présentes, bien qu'aucune desserte ne les ait plus arpentées depuis 2004. En outre, un passage à niveau a été noyé dans l'asphalte non loin d'Harmignies.
Les voies sont démontées entre 1962 (Vellereille - Bienne-lez-Happart) et 1972 (Strée - Chimay et Bienne-lez-Happart - Lobbes).
Le tronçon Thuin-Ouest - Biesme-sous-Thuin fut reposé en voie métrique par l'ASVi (Association pour la Sauvegarde du Vicinal) pour l'exploitation touristique. Parallèlement à cette voie, on trouve un RAVeL.
La gare de Chimay voyait encore passer en 2010 quelques trains exploités par Colas Rail, afin d'évacuer la production de ballast des carrières de Wallers-en-Fagne vers Anor et la France (ligne 156).
Le reste de la ligne est déferré. un RAVeL (voie réservée au trafic non motorisé) en béton/asphalte a été aménagé (39 km).
Quelques gares existent encore de nos jours comme celle de Sivry qui possède le long de son quai, 4 anciennes voitures de type L qui sont occupées par le Centre permanent d'étude de la nature.

## Infrastructure

### Ouvrages d'art
Deux ponts en briques possédant respectivement quatre et trois arches se trouvent entre Hyon-Ciply et Harmignies ; celui sur le ruisseau de la Vallière a la particularité de posséder deux niveaux d'arches et un tablier métallique en surplomb des petites arches de brique Il pourrait s'agir du surhaussement d'un pont existant[réf. nécessaire].
Près de Lobbes, la ligne franchit la Sambre à trois reprises. Le premier pont, le pont de la Planchette, situé au nord de Lobbes, est un haut pont métallique ; le second, désormais disparu, était accolé au pont de la ligne 130A ; le troisième, situé à la sortie de Lobbes, se faisait par l'emprunt du pont de la ligne 130A[réf. nécessaire].

## Galerie d'images

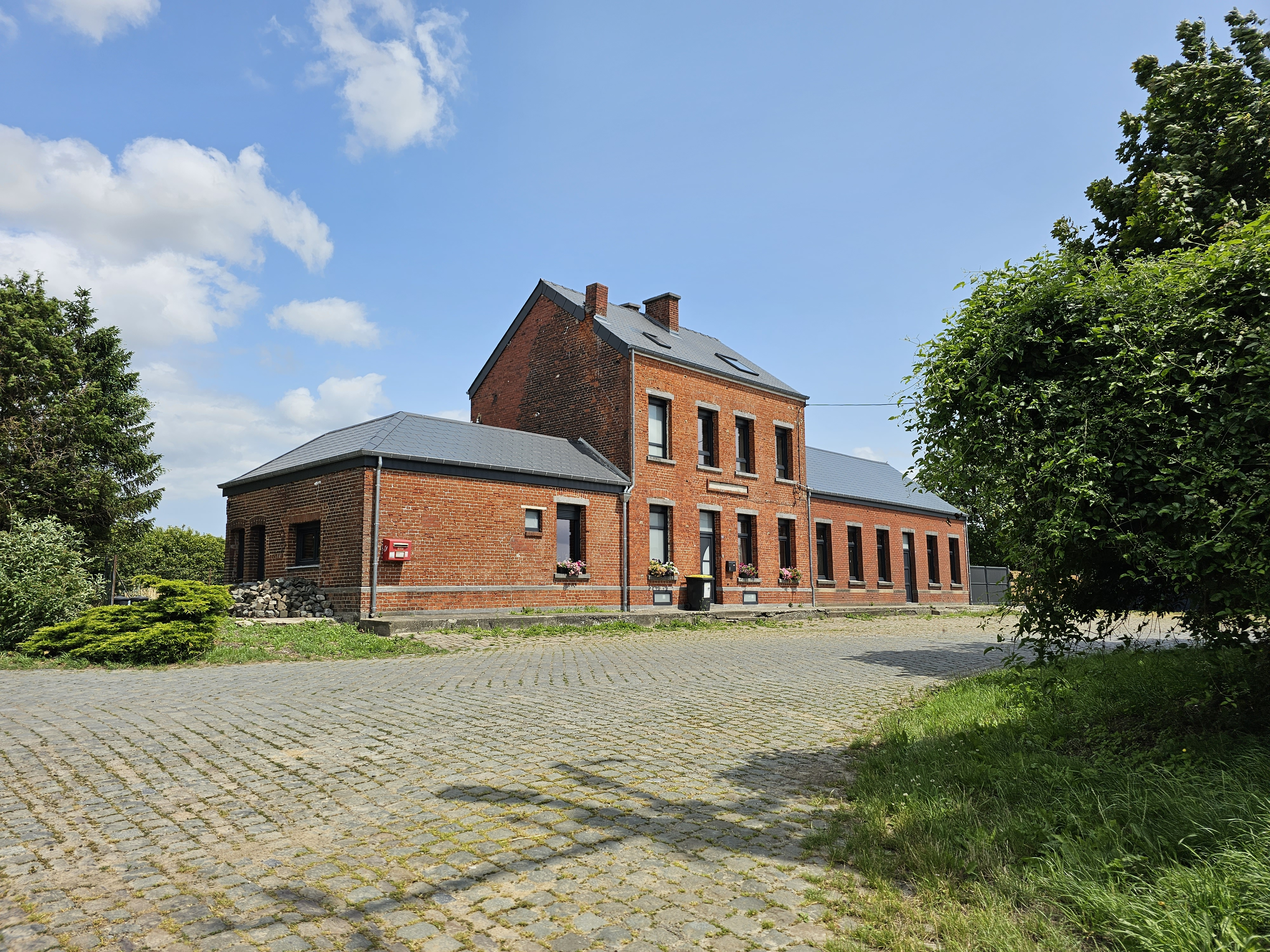
Gare de Vellereille-le-Sec